# Sacra Famiglia con angeli (Rembrandt)
Sacra Famiglia con angeli è un dipinto a olio su tela (117x91 cm) realizzato nel 1645 dal pittore Rembrandt Harmenszoon Van Rijn.
È conservato nel Museo dell'Ermitage di San Pietroburgo.
L'opera è firmata e datata "REMBRANDT F. 1645".
Il dipinto è ambientato nella bottega da falegname di Giuseppe: la bottega resta in penombra, con Giuseppe intento al lavoro. In primo piano, illuminati da una luce che pare provenire dall'alto, Maria e Gesù Bambino nella culla. Maria tiene in grembo un libro aperto, probabilmente la Bibbia: sembra che abbia interrotto la lettura per guardare il Figlio addormentato, come se un passo particolare le avesse ricordato il Suo destino.

Nel dipinto si trovano altri due richiami simbolici al Salvatore: Giuseppe sta lavorando a un giogo, elemento atipico nell'iconografia del santo e indicante probabilmente la sua sottomissione al progetto salvifico di Dio. Nell'angolo superiore sinistro, alcuni angeli scendono verso Madre e Figlio: uno di essi ha le braccia aperte, in atteggiamento protettivo, che però ricorda anche la Croce su cui morirà Gesù.